# カール・ヴィルヘルム・フォン・ディースカウ
カール・ヴィルヘルム・フォン・ディースカウ（Karl Wilhelm von Dieskau、1701年8月9日、カネーナ - 1777年8月14日、ベルリン）は、プロイセン王国の中将そして砲兵総監である。彼は12の戦役、10の戦いと9の攻囲戦に参加した。黒鷲勲章とプール・ル・メリット勲章を受章し、1851年に建てられたフリードリヒ大王騎馬像に名を連ねている。彼は一般的に、フリードリヒ大王が誇った騎馬砲兵隊の創設者とされる。

## 家族
両親はベンドルフの領主、フォルラート・フォン・ディースカウ（1677年-1762年）とハインリヒ・ヴィルヘルム・フォン・ケルベナーの娘で二人目の妻、ヨハンナ・エレオノーレ・フォン・ケルベナーである。ディースカウ自身は終生未婚であったが、その甥の息子はヘルムート・カール・ベルンハルト・フォン・モルトケ元帥である。

## 軍歴
ディースカウは1721年2月2日にプロイセン軍に入隊し、砲兵となった。1727年4月12日、彼は少尉に昇進し、1730年には中尉、1737年12月13日に上級中尉、1741年11月19日に大尉そして1746年10月15日には少佐に就任している。

### ディースカウと砲兵隊
フリードリヒ2世が国王に即位した1741年、その軍の砲は時代遅れであった。大砲の数が不足していたのみならず、その品質も低かった。諸国の軍が個体の砲身に穿孔することを学んでいた一方、プロイセンではまだ芯の上から鋳造していたのである。これにより砲の信頼性は損なわれ、各砲の口径の整合が難しくなっていた。さらに1740年代において最大の損害を与える兵器は、マスケット銃ではなくて大砲だったのである。
ディースカウはすでに、砲の開発にいくつかの貢献を果たしていた。フリードリヒ2世は概して砲兵を軽んじていたが、その部隊の価値を認め、ザムエル・フォン・シュメッタウ元帥を「砲兵総長」（Grand-Maitre d’Artillerie）に任じていた。1741年までに、フリードリヒ2世は砲兵中隊1個、野砲中隊5個を含む二つ目の大隊を編成する。砲兵（Bombardier）は最も専門的な任務として、榴弾砲や臼砲に配置された。野砲中隊は軍の全体にわたって配された。1742年、国王はヴロツワフでもう1個、大砲を伴う守備隊を編成する。1744年、二つの大隊はシュメッタウの指揮下、「野戦砲兵連隊」（Feld-Regiment Artillerie）の称号を授かるが、実際の指揮はフリードリヒ・ヴィルヘルム1世の砲兵司令官であった老将、クリスティアン・ニコラウス・フォン・リンガーが執り続けた。
砲兵隊の拡大と、これに対するフリードリヒ2世の依存は、ディースカウが昇進する機会を大きくした。1752年7月9日、プール・ル・メリット勲章を受章した他、国王は彼に豪華な煙草入れを下賜している。1755年4月20日に中佐、1757年2月28日には遂に大佐そして砲兵隊と砲兵用機材の総監に任じられたのである。1756年までに、フリードリヒ2世は大砲の数を662門以上に増やした。この地位にあってディースカウは七年戦争に従軍し、武器、装備と弾薬の補充に関する全ての方策の準備と執行に責任を担った。この戦争の間、フリードリヒ2世は初の騎馬砲兵隊、すなわち騎兵隊ではなくて戦場を迅速に移動し、必要な場所に支援を提供できる部隊を創設したと一般的に考えられている。
七年戦争の序盤、ディースカウの主導でこれらの中隊は300個に拡大され、連隊は新たに2個中隊を加えた3個大隊を含むようになった。ディースカウによる設計上の折衷案の一つで、1755年に導入されたのが4頭の馬を伴う6ポンド軽砲と、より砲身が長い3ポンド砲である。砲は4頭の馬が牽引した。砲2門につき下士官2名が付き、大隊には竜騎兵として騎乗・牽引を行う42名の砲手がいた。砲手は戦闘に際して下馬し、1名が馬を抑え、残りの者が砲を撃っていた。
1757年、ロイテンの戦いにおいてフリードリヒ2世の初期の機動砲兵は、迅速に移動する歩兵に遅れず、オーストリア軍の戦列に破壊的な砲撃を加えた。公式には1759年4月の内閣令で創設された、フリードリヒ2世の高速騎馬砲兵隊は「軽砲」と呼ばれる6ポンド砲6門を備えていた。数種類の砲には複数の6ポンド砲、7ポンド榴弾砲1門と複数の3ポンド砲が含まれていた可能性がある。これらの砲兵隊はクーネルスドルフの戦いに敗れ、急速に補充された後、マクセンの戦いで再び敗北を喫した。
1754年から1771年にかけて、ディースカウの設計に基づく9種類の原型がプロイセン軍砲兵隊に導入されている。この機動砲兵隊は七年戦争後の1768年に解隊されているものの、ディースカウが砲兵総監を務めていた間にさらに火力と機動性を高めて再編された。フリードリヒ2世は1762年10月18日、ディースカウを少将に任じ、1768年5月16日には中将に昇進させると黒鷲勲章を授けている。
カール・ヴィルヘルム・フォン・ディースカウは未婚のまま1777年8月14日にベルリンで没し、フリードリヒ2世の命令により、ベルリンで荘重な葬儀が執り行われた。1851年、フリードリヒ2世の甥の孫、フリードリヒ・ヴィルヘルム4世により、その名はプロイセンの他の元勲とともに連ねられている。